# Tijuana Challenger 1998
Il Tijuana Challenger 1998 è stato un torneo di tennis facente parte della categoria ATP Challenger Series nell'ambito dell'ATP Challenger Series 1998. Il torneo si è giocato a Tijuana in Messico dal 3 al 9 agosto 1998 su campi in cemento.

## Vincitori

### Singolare
Michael Hill ha battuto in finale  Alejandro Hernández con il punteggio di 7–5, 6–1

### Doppio
Michael Hill /  Scott Humphries hanno battuto in finale  Mitch Sprengelmeyer /  Eric Taino con il punteggio di 6–3, 6–2